# ۷۱۰ (میلادی)
۷۱۰ (میلادی) هفتصد و دهمین سال تقویم میلادی است.

## درگذشتگان
‎